# Indianernessel
Die Indianernessel (Monarda didyma), auch Goldmelisse oder Scharlach-Monarde genannt, ist eine Pflanzenart aus der Gattung Monarda innerhalb der Familie der Lippenblütler (Lamiaceae).

## Beschreibung

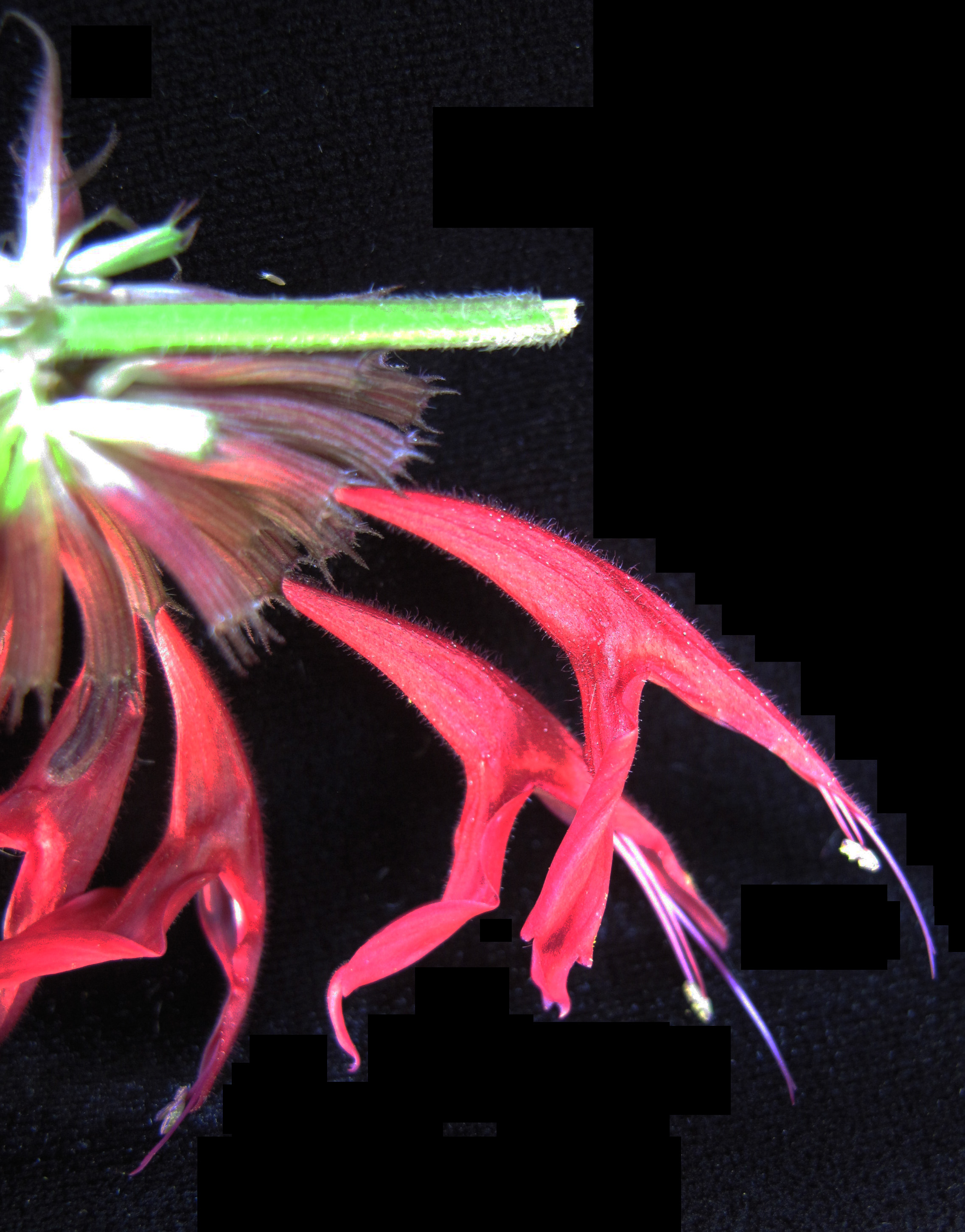
Blüten

### Vegetative Merkmale
Die Indianernessel ist eine ausdauernde krautige Pflanze, die Wuchshöhen von 80 bis 150 Zentimetern erreicht. Die Pflanzenteile duften nach Zitrone. Als Überdauerungsorgan ist ein Rhizom vorhanden. Die aufrechten Stängel sind vierkantig.
Die gegenständigen Laubblätter sind in kurzen Blattstiel und -spreite gegliedert. Die einfache, raue Blattspreite ist bei einer Länge von etwa 15 cm und einer Breite von etwa 5 cm eiförmig-lanzettlich. Der Blattrand ist gekerbt.

### Generative Merkmale
Die Blütezeit reicht von Juni bis September. Etwa 30 Blüten stehen in einem endständigen Blütenstand mit roten Hochblättern zusammen. Die zwittrigen Blüten sind zygomorph und fünfzählig mit doppelter Blütenhülle. Der Kelch ist 10 bis 14 Millimeter lang und am Schlund kahl oder nur schwach behaart. Die rote, behaarte Krone ist 30 bis 45 Millimeter lang. Die Kronenoberlippe ist kahl oder nur spärlich behaart. Es sind nur zwei Staubblätter vorhanden. Der Griffel endet in zwei Narbenästen.
Die Chromosomenzahl beträgt 2n = 32.

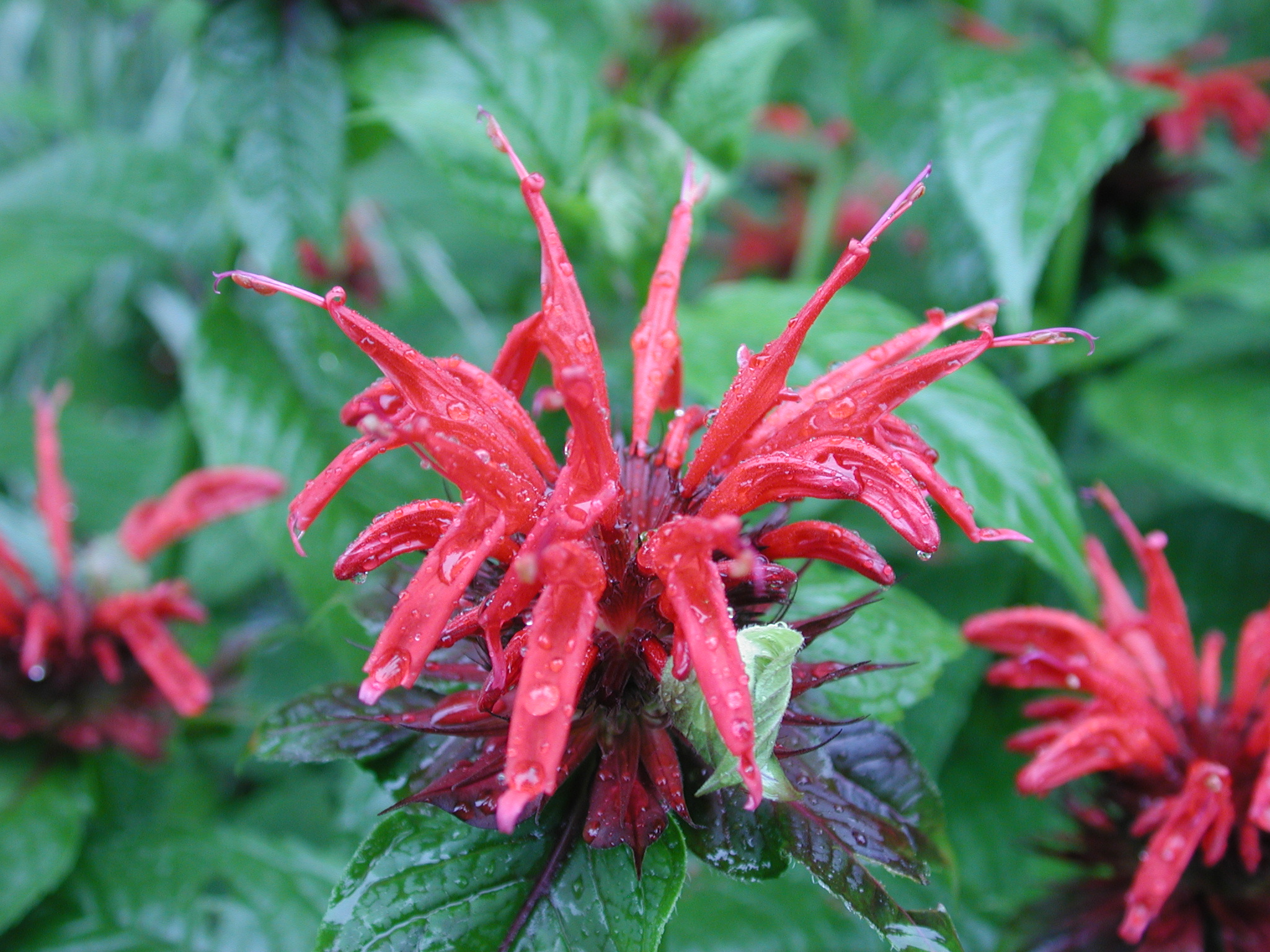
Blütenstand

## Vorkommen
Monarda didyma kommt in den östlichen USA vor. Sie gedeiht in feuchten Wäldern und Gebüschen in Flußufergesellschaften.

## Taxonomie
Die Erstbeschreibung von Monarda didyma erfolgte 1753 durch Carl von Linné in Species Plantarum, Tomus I, Seite 22.

## Nutzung
Die Goldmelisse wird als Zierpflanze genutzt. In Mitteleuropa ist sie jedoch längerfristig nicht winterhart. Die Wildform wird selten, gezüchtete Sorten zerstreut für Rabatten, Staudenbeete und als Schnittblumen verwendet. In Nordamerika wird die Goldmelisse als Heil- und Duftpflanze genutzt. Sie ist seit 1737 oder 1756 in Kultur. Die zahlreichen Sorten sind entweder Abkömmlinge von Monarda didyma oder von Hybriden aus Monarda didyma und Monarda fistulosa. Sie unterscheiden sich in Blütenfarbe, Wuchshöhe und Mehltauresistenz, ein Teil der Sorten hat auffällige Hochblätter.
Die Blätter können frisch und gegart gegessen werden. Mit den Blättern kann man Nachspeisen würzen.
Aus den frischen und getrockneten Blättern und Blütenständen kann man guten Tee („Oswego Tea“) aufgießen.
Die Oswego-Indianer kannten eine Teezubereitungsart. Ende des 18. Jahrhunderts boykottierten amerikanische Kolonisten den aus England eingeführten Tee (Boston Tea Party). Sie tranken Oswego-Tee.
Sehr gut eignen sich die duftenden Blätter zum Aromatisieren von Tee und Obstsalat. Auch zum Garnieren finden sie Verwendung.
Es gibt medizinische Anwendungen für die Droge.
Im Jahr 2023 wurde die Monarde vom Bund deutscher Staudengärtner zur Staude des Jahres gewählt.